# Polder Esse, Gansdorp en Blaardorp
Polder Esse, Gansdorp en Blaardorp is een poldergebied en voormalig waterschap ten zuiden van Nieuwerkerk aan den IJssel. De polder grenst in het oosten aan de Hollandse IJssel. In 1853 werden de polders Esse, Gansdorp en Blaardorp samengevoegd.
Het poldergebied valt onder Hoogheemraadschap van Schieland en de Krimpenerwaard.

## 1953
Tijdens de watersnoodramp van 1953 dreigde de dijk door te breken. Op de Groenendijk staat ter hoogte van het gemaal Esse, Gansdorp en Blaardorppolder een bronzen monument van beeldhouwer Roel Bendijk dat herinnert aan deze gebeurtenis.